# Pristimantis tayrona
Espèce
Synonymes
- Eleutherodactylus tayrona Lynch & Ruíz-Carranza, 1985

Statut de conservation UICN

 NT  : Quasi menacé
Pristimantis tayrona est une espèce d'amphibiens de la famille des Craugastoridae.

## Répartition
Cette espèce est endémique de la Sierra Nevada de Santa Marta en Colombie. Elle se rencontre dans les départements de Magdalena, de Cesar et de La Guajira entre 1 300 et 2 700 m d'altitude.

## Description
Les mâles mesurent de 15,3 à 25,1 mm et les femelles de 22,6 à 30,2 mm.

## Étymologie
Cette espèce est nommée en l'honneur des Tayronas.

## Publication originale
- Lynch & Ruíz-Carranza, 1985 : A synopsis of the frogs of the genus Eleutherodactylus from the Sierra Nevada de Santa Marta, Colombia. Occasional Papers of the Museum of Zoology University of Michigan, no 711, p. 1-59 (texte intégral).